# Coominya
Coominya – miasto w Australii, w stanie Queensland.